# Вулканическое озеро
Вулкани́ческое о́зеро — озеро, образующееся при наполнении водой вулканического кратера, кальдеры или маара.
Из-за вулканической активности некоторые озера в вулканических кратерах существуют только временно. Озера в кальдерах, напротив, могут быть довольно большими и долговечными. Например, озеро Тоба (Индонезия) образовалось после извержения около 75 000 лет назад. Озеро Тоба является крупнейшим кратерным озером в мире, протяженностью около 100 км  на 30 км и глубиной 505 метров в самой глубокой точке.

## Описание
Высокие стенки кратера образуют водосборный бассейн, который заполняется атмосферными осадками и грунтовыми водами (у мааров) и достигает равновесия благодаря просачиванию и испарению.
Со временем вследствие эрозии может возникнуть наземный сток или даже проток, как, например, у озера Таупо в Новой Зеландии, через которое течёт река Уаикато.
Вода в вулканическом кратере иногда содержит примеси, делающие невозможной жизнь в озере. Примерами таких часто цветных кислотных озёр являются Ринкон-де-ла-Вьеха и Ирасу в Коста-Рике.
Содержание оксида углерода также может быть чрезвычайно высоким и стать причиной лимнологической катастрофы — подобной той, которая произошла в 1986 году на озере Ньос в Камеруне.

## Примеры озёр
Основные озёра в вулканических кратерах:

### Африка
- Ньос (маар, Камерун)

### Америка
- Катмай (кальдера, Аляска, США)
- Крейтер (кальдера, Орегон, США)
- Куикоча (кальдера, Эквадор)
- Ирасу (вулканический кратер, Коста-Рика)
- Ринкон-де-ла-Вьеха (вулканический кратер, Коста-Рика)
- Атитлан, Гватемала

### Азия
- Немрут (кальдера, Турция)
- Курильское озеро (кальдера, Камчатка, Россия)
- Чхонджи, или Небесное озеро (горная кальдера, Северная Корея / Китай)
- Пинатубо (Филиппины — самое молодое озеро страны, образовалось в 1991 году)
- Келуд (Индонезия)
- Тоба (кальдера, Индонезия)
- Товада (кальдера, Япония)
- Тадзава (кальдера, Япония)

### АвстралияиОкеания
- Таупо (кальдера, Новая Зеландия)
- Кратер Халемаумау (кальдера Килауэа, Гавайи (остров))

### Европа
- Эскьюватн (кальдера, Исландия)
- Керид (Исландия)
- Виндсборн (вулканический кратер, Германия)
- Лахер-Зе (кальдера, часто обозначается как маар, Германия)